# Calamus whitmorei
Calamus whitmorei är en enhjärtbladig växtart som beskrevs av John Dransfield. Calamus whitmorei ingår i släktet Calamus och familjen Arecaceae. Inga underarter finns listade i Catalogue of Life.